# Cercodemas anceps
Cercodemas anceps is een zeekomkommer uit de familie Cucumariidae.
De wetenschappelijke naam van de soort werd in 1867 gepubliceerd door Emil Selenka.